# Зорина, Ирина Николаевна
Ири́на Никола́евна Зо́рина (Карякина, Зорина-Карякина) (род. 7 июля 1938, Пермь) — советская и российская переводчица, историк, писательница. Историк-международник, специалист по Латинской Америке и Испании. Кандидат исторических наук. Более 30 лет работала в ИМЭМО. Член Союза российских писателей и Союза писателей Москвы. Вдова Ю. Ф. Карякина.

## Биография
Родилась в семье инженера, во время командировки отца в Пермь. На следующий год семья вернулась в Москву, где Ирина окончила школу (1955) и истфак МГУ (1960), специализировалась на новой и новейшей истории (вспоминала: «У меня специальность историк, международные отношения. Но я Латинской Америкой занялась ещё на истфаке, чтобы убежать от очень серьёзных кафедр истории СССР, истории КПСС»). С 1960 до 1993 год сотрудничала в ИМЭМО в Отделе развивающихся стран. В 1963—1964 гг. «почти год» отработала на Кубе переводчицей с советскими специалистами. С лета 1964 года полтора года проработала в журнале «Проблемы мира и социализма» (Прага), познакомилась там и связала свою судьбу с Юрием Карякиным. В 1966 году возвратилась в Москву и возобновила учёбу в аспирантуре ИМЭМО. Вспоминала, что «в перестроечные годы и в начале 90-х много работала сама в Испании, Швейцарии, США».
В 1968 г. защитила диссертацию «Христианско-демократическая партия Чили: идеология и политика».

## Сочинения
Автор монографий и более ста научных статей.
Перевела с испанского книги о короле Хуане Карлосе и королеве Софии, Карлоса Монтанера «Накануне краха» (М., 1992), Хорхе Масетти «Патент корсара. Тайная война Фиделя Кастро в Латинской Америке» (М., 1995), Т. Джерманович «Достоевский между Россией и Западом» (М., 2013). Автор и составитель книг: «Я — Гойя» (М., 2006), Ю. Карякина «Достоевский и Апокалипсис» (М., 2009), «Пушкин. От Лицея до… Второй речки» (М., 2009), «Жажда дружбы. Карякин о друзьях и друзья о Карякине» (М., 2010), «Бес смертный. Приход и изгнание» (2011), «Не опоздать» (М., 2012), «Переделкинский дневник Юрия Карякина» (М., 2016).
- Революция или реформа в Латинской Америке : Критика реформизма чилийской христианской демократии. — [М.:] Наука, 1971. — 263 с.